# Lima (Ohio)
Lima is een plaats (city) in de Amerikaanse staat Ohio, en valt bestuurlijk gezien onder Allen County.

## Demografie
Bij de volkstelling in 2000 werd het aantal inwoners vastgesteld op 40.081.
In 2006 is het aantal inwoners door het United States Census Bureau geschat op 38.219, een daling van 1862 (-4.6%).

## Geografie
Volgens het United States Census Bureau beslaat de plaats een oppervlakte van
33,4 km², waarvan 33,1 km² land en 0,3 km² water. Lima ligt op ongeveer 292 m boven zeeniveau.

## Plaatsen in de nabije omgeving
De onderstaande figuur toont nabijgelegen plaatsen in een straal van 16 km rond Lima.

## Geboren in Lima
- Phyllis Diller (1917-2012), actrice en comédienne
- Donald Richie (1924–2013), auteur en historicus
- Joe Henderson (1937–2001), jazzmuzikant en componist
- Jane Reichhold (1937), progressief haiku-dichteres
- Al Jardine (1942), muzikant
- James Black (1962), acteur
- Al Snow (1963), acteur en worstelaar
- Tanner Buchanan (1998), acteur